# Тишинский
Тишинский (каз. Тишинский) — упразднённое село в Восточно-Казахстанской области Казахстана. Входило в состав городской администрации Риддера. Входило в состав Ульбинской поселковой администрации. Код КАТО — 632431305. Ликвидировано в 2009 г.

## Население
В 1999 году население села составляло 37 человек (17 мужчин и 20 женщин). По данным переписи 2009 года, в селе проживало 35 человек (17 мужчин и 18 женщин).